# Michael Baumer
Michael Baumer (* 8. August 1990 in Karlsruhe) ist ein deutscher Basketballspieler. Er spielte in der 2. Bundesliga ProA für die BG Karlsruhe, Ehingen/Urspring sowie den VfL Kirchheim.

## Laufbahn
Der aus Karlsruhe stammende Baumer wechselte 2007 vom SSC Karlsruhe zum Zweitligisten BG Karlsruhe, zwei Jahre später schloss er sich der Spielgemeinschaft Ehingen/Urspring (damals 2. Bundesliga ProB) an.
Ab dem Spieljahr 2010/11 verstärkte der Aufbauspieler den KIT SC Karlsruhe in der Regionalliga, gefolgt von einem Jahr in der 2. Bundesliga ProA beim VfL Kirchheim.
Zwischen 2014 und 2016 spielte er beim PS Karlsruhe und stieg mit der Mannschaft in dieser Zeit von der 2. Regionalliga bis in die 2. Bundesliga ProB auf.
Im Januar 2017 schloss er sich dem Oberligisten UC Baden-Baden an und spielte später wieder für die BG Karlsruhe.

### Erfolge
- Topscorer der Nachwuchs-Basketball-Bundesliga (NBBL) 2008/09 mit 25,9 Punkten pro Spiel.[7]
- NBBL-All-Star in der Saison 2008/09